# Красноводск (пароход, 1871)
«Красноводск» — пароход Каспийской флотилии Российской империи.

## Описание парохода
Пароход водоизмещением 147 тонн, длина судна составляла 33,6 метра, ширина — 7,3 метра, а осадка — 0,9 метра. На пароходе была установлена паровая машина мощностью 60 номинальных лошадиных сил.

## История службы
Пароход «Красноводск» был построен и спущен в 1871 году. В списки судов Каспийской флотилии России был включен 20 февраля (4 марта) 1871 года.
31 декабря 1876 (12 января 1877) года пароход «Красноводск» был исключён из списков судов Каспийской флотилии России.